# Mergelvreter
Mergelvreter (Bilimbia lobulata) is een korstmossoort uit de familie Ramalinaceae. Hij in symbiose met een chlorococcoïde alg. Mergelvreter is een epiliet.

## Determinatie
Kenmerkend zijn een squamulose thallus, donkere lecideïne apotheciën en gesepteerde ascosporen met een duidelijke, gelatineuze perispore.

## Verspreiding
In Nederland is mergelvreter zeer zeldzaam. Hij staat op de Nederlandse Rode Lijst in de categorie 'verdwenen'.